# Italy Women's Cup
Italy women's Cup («Жіночий кубок Італії») — футбольний турнір серед жіночих команд, заснований у 2003 році, офіційно не визнаний УЄФА. Останній турнір був проведений у 2008 році.
На турнір запрошувалися команди, які зайняли місця з 2 по 4 у чемпіонаті Італії, а також володар Кубка Італії (якщо володар Кубка також був чемпіоном Італії, то до участі запрошувався фіналіст Кубка). Крім італійських клубів запрошення на турнір отримували представники 3-4 європейських чемпіонатів.

## Переможці та фіналісти
| Рік  | Переможець                 | Результат      | Фіналіст             | Місце проведення |
| ---- | -------------------------- | -------------- | -------------------- | ---------------- |
| 2003 | «Лаціо»                    | 5:0            | «Фіамманоза»         | Сицилія          |
| 2004 | «Торрес Терра Сарда»       | 2:2 (6:5 пен.) | «Лада» (Тольятті)    | Венето           |
| 2005 | «Лада» (Тольятті)          | 1:0            | «Торрес Терра Сарда» | Ломбардія        |
| 2006 | «Легенда» (Чернігів)       | 1:1 (2:0 пен.) | «Лада» (Тольятті)    | Калабрія         |
| 2007 | не проводився              |                |                      |                  |
| 2008 | «Торрес Кальчіо Феменілле» | 2:0            | «Фіамманоза»         | П'ємонт          |

## Виступи «Легенди»
З 2004 по 2006 роки у турнірі брала участь українська «Легенда» (Чернігів). У 2004 році українська команда не змогла вийти з групи, проте переграла «Лаціо» 3-1. У 2005 році «Легенда» дійшла до матчу за «бронзу», в якому у складних погодних умовах переграла «Фортуну» з Данії 1-0. Через рік, у 2006, «Легенда» по пенальті обіграла російську «Ладу» і вперше стала володарем трофея.